# Philibert Smellinckx
Philibert Smellinckx (17 de gener de 1911 - 8 d'abril de 1977) fou un futbolista belga.

## Selecció de Bèlgica
Va formar part de l'equip belga a la Copa del Món de 1934.